# Кариоптерис
Кариоптерис, или Орехокрыльник (лат. Caryopteris) — род растений семейства Яснотковые, включает 7 видов листопадных кустарников.

## В культуре
Стал популярным декоративным растением из-за цветков. В августе — сентябре он цветёт кистями душистых синих цветков. Их аромат ощущается даже на некотором расстоянии от кустарника. Цветки опадают к началу октября. Но кариоптерис останется декоративным и после того, как с него опадут цветки. Осенью его листва становится жёлтой, оранжевой, коричневой. Весной на нём раскроются ярко-зелёные молодые листья.
Во время суровой зимы ветви кариоптериса могут пострадать от морозов, но весной пойдут новые побеги. Кариоптерис растёт на любой хорошо дренированной почве. Требователен к солнечному освещению. Легко размножается зелёными черенками летом.

## Таксономия
Род Кариоптерис включает 7 видов:
- Caryopteris forrestii Diels
- Caryopteris glutinosa Rehder
- Caryopteris incana (Thunb. ex Houtt.) Miq.
- Caryopteris jinshajiangensis Y.K.Yang & X.D.Cong
- Caryopteris mongholica Bunge — Орехокрыльник монгольский
- Caryopteris tangutica Maxim.
- Caryopteris trichosphaera W.W.Sm.